# Jean-François de la Barre

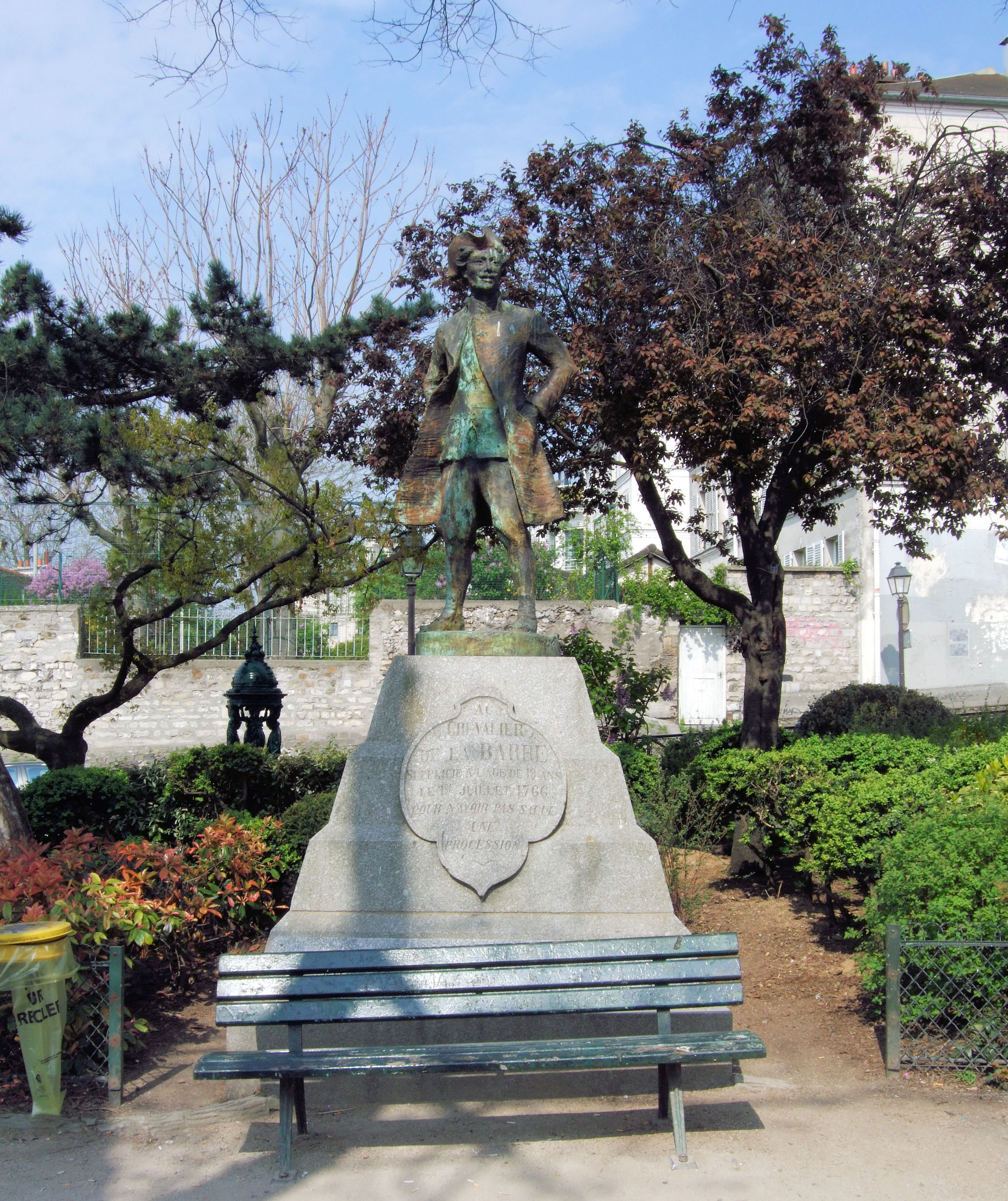
Statyn av Jean-François de la Barre i parken Square Nadar i Paris.

Jean-François de la Barre, född 12 september 1745, död den 1 juli 1766, var en fransk adelsman som blev torterad, avrättad och efter döden bränd på bål för att han inte tagit av sig sin hatt inför en katolsk procession. I Frankrike är han en symbol för offer för religiös intolerans, tillsammans med Jean Calas och Pierre-Paul Sirven.
Den 9 augusti 1765 blev träkrucifixet på bron i Abbeville vandaliserat. Biskopen i Amiens uppeldade de troendes vrede och bad kyrkobesökarna att berätta allt de kunde för det civila rättsväsendet, under hot att annars bli bannlysta. Ingen avslöjade något om själva vandaliseringen men någon anklagade tre unga män, Gaillard d'Etallonde, Jean-François de la Barre och Moisnel, för att ha underlåtit att ta av sina hattar när en procession passerade. 
La Barres sovrum genomsöktes och tre förbjudna böcker, däribland Voltaires Dictionnaire philosophique, hittades. La Barre torterades till att erkänna de brott han anklagades för. Han dömdes sedan av Paris parlement, en hög domstol, till att åter bli torterad, halshuggen, och sedan bli slängd på bålet tillsammans med sitt exemplar av Filosofisk uppslagsbok. Voltaire försökte förgäves få domen upphävd. Den hävdes 1794 av Nationalkonventet under den franska revolutionen.
En staty av honom är uppförd i parken Square Nadar i Paris.